# 63-тя паралель північної широти
63-тя паралель північної широти — лінія широти, що лежить на 63 градуси північніше земної екваторіальної площини. Вона проходить через Атлантичний океан, Європу, Азію та Північну Америку.
На цій широті під час літнього сонцестояння сонце видно 20 годин 19 хвилин, а під час зимового сонцестояння — 4 години 43 хвилини. Якщо широта в північній півкулі становить 63°26′ або менше, щодня у вересні можна спостерігати як астрономічний світанок, так і астрономічні сутінки.

## Список географічних об'єктів, що перетинає 63° пн. ш.
Починаючи з Гринвіцького меридіану та рухаючись на схід, 63-тя паралель північної широти проходить через:
| Координати                                                   | Країна, територія або море | Примітки                                                                        |
| ------------------------------------------------------------ | -------------------------- | ------------------------------------------------------------------------------- |
| 63°0′ пн. ш. 0°0′ сх. д. / 63.000° пн. ш. 0.000° сх. д.      | Атлантичний океан          | Норвезьке море                                                                  |
| 63°0′ пн. ш. 7°11′ сх. д. / 63.000° пн. ш. 7.183° сх. д.     | Норвегія                   | Вестланн                                                                        |
| 63°0′ пн. ш. 7°18′ сх. д. / 63.000° пн. ш. 7.300° сх. д.     | Норвезьке море             | Лаувьойфьорд[da]                                                                |
| 63°0′ пн. ш. 7°23′ сх. д. / 63.000° пн. ш. 7.383° сх. д.     | Норвегія                   | Вестланн — проходить через острів Аверьойя[en]                                  |
| 63°0′ пн. ш. 7°43′ сх. д. / 63.000° пн. ш. 7.717° сх. д.     | Норвезьке море             | Квернесфьорд[en]                                                                |
| 63°0′ пн. ш. 7°53′ сх. д. / 63.000° пн. ш. 7.883° сх. д.     | Норвегія                   | Вестланн — проходить через острів Аспьойя[en]                                   |
| 63°0′ пн. ш. 7°57′ сх. д. / 63.000° пн. ш. 7.950° сх. д.     | Норвезьке море             | Тінгволльфьорден[en]                                                            |
| 63°0′ пн. ш. 8°3′ сх. д. / 63.000° пн. ш. 8.050° сх. д.      | Норвегія                   | Вестланн — проходить через Тінгволл[en]                                         |
| 63°0′ пн. ш. 8°15′ сх. д. / 63.000° пн. ш. 8.250° сх. д.     | Норвезьке море             | Тронгфьорд[en]                                                                  |
| 63°0′ пн. ш. 8°20′ сх. д. / 63.000° пн. ш. 8.333° сх. д.     | Норвегія                   | Вестланн — проходить через Сурнадал[en]                                         |
| 63°0′ пн. ш. 8°30′ сх. д. / 63.000° пн. ш. 8.500° сх. д.     | Норвезьке море             | Хамнесфьорд[en]                                                                 |
| 63°0′ пн. ш. 8°32′ сх. д. / 63.000° пн. ш. 8.533° сх. д.     | Норвегія                   | Вестланн Тренделаг                                                              |
| 63°0′ пн. ш. 12°12′ сх. д. / 63.000° пн. ш. 12.200° сх. д.   | Швеція                     | Проходить через материк та острів Ульвон[sv]                                    |
| 63°0′ пн. ш. 18°39′ сх. д. / 63.000° пн. ш. 18.650° сх. д.   | Балтійське море            | Ботнічна затока                                                                 |
| 63°0′ пн. ш. 21°7′ сх. д. / 63.000° пн. ш. 21.117° сх. д.    | Фінляндія                  |                                                                                 |
| 63°0′ пн. ш. 31°30′ сх. д. / 63.000° пн. ш. 31.500° сх. д.   | Росія                      |                                                                                 |
| 63°0′ пн. ш. 179°15′ сх. д. / 63.000° пн. ш. 179.250° сх. д. | Берингове море             |                                                                                 |
| 63°0′ пн. ш. 169°46′ зх. д. / 63.000° пн. ш. 169.767° зх. д. | США                        | Аляска — проходить через острів Святого Лаврентія                               |
| 63°0′ пн. ш. 169°33′ зх. д. / 63.000° пн. ш. 169.550° зх. д. | Берингове море             |                                                                                 |
| 63°0′ пн. ш. 164°43′ зх. д. / 63.000° пн. ш. 164.717° зх. д. | США                        | Аляска                                                                          |
| 63°0′ пн. ш. 141°0′ зх. д. / 63.000° пн. ш. 141.000° зх. д.  | Канада                     | Юкон Північно-Західні території Нунавут                                         |
| 63°0′ пн. ш. 90°42′ зх. д. / 63.000° пн. ш. 90.700° зх. д.   | Гудзонова затока           | Проходить південніше острова Саутгемптон, Нунавут, Канада                       |
| 63°0′ пн. ш. 84°55′ зх. д. / 63.000° пн. ш. 84.917° зх. д.   | Протока Фішер              |                                                                                 |
| 63°0′ пн. ш. 82°43′ зх. д. / 63.000° пн. ш. 82.717° зх. д.   | Канада                     | Нунавут — проходить через острів Бенкас                                         |
| 63°0′ пн. ш. 82°41′ зх. д. / 63.000° пн. ш. 82.683° зх. д.   | Протока Еванс              | Проходить північніше острова Котс, Нунавут, Канада                              |
| 63°0′ пн. ш. 81°50′ зх. д. / 63.000° пн. ш. 81.833° зх. д.   | Гудзонова затока           |                                                                                 |
| 63°0′ пн. ш. 78°30′ зх. д. / 63.000° пн. ш. 78.500° зх. д.   | Гудзонова протока          | Проходить південніше острова Ноттінгем[en], Нунавут, Канада                     |
| 63°0′ пн. ш. 71°12′ зх. д. / 63.000° пн. ш. 71.200° зх. д.   | Канада                     | Нунавут — проходить через півострів Мета-Інкогніта на Баффіновій Землі          |
| 63°0′ пн. ш. 67°28′ зх. д. / 63.000° пн. ш. 67.467° зх. д.   | Дейвісова протока          | Затока Фробішера                                                                |
| 63°0′ пн. ш. 66°54′ зх. д. / 63.000° пн. ш. 66.900° зх. д.   | Канада                     | Нунавут — проходить через острів Чейз[en] та півострів Голл на Баффіновій Землі |
| 63°0′ пн. ш. 64°45′ зх. д. / 63.000° пн. ш. 64.750° зх. д.   | Дейвісова протока          |                                                                                 |
| 63°0′ пн. ш. 50°30′ зх. д. / 63.000° пн. ш. 50.500° зх. д.   | Гренландія                 |                                                                                 |
| 63°0′ пн. ш. 41°28′ зх. д. / 63.000° пн. ш. 41.467° зх. д.   | Атлантичний океан          | Проходить південніше острова Суртсей, Ісландія                                  |